# 日本精工
日本精工株式会社（にっぽんせいこう、英文社名: NSK Ltd.）は、日本のベアリングメーカー。本社は東京都品川区大崎一丁目。NSKと略称される。
日経平均株価の構成銘柄の一つ。日本のベアリング業界最大手。世界ではスウェーデンのSKF、ドイツのシェフラーグループに次いで3位。

## 概要
主力のベアリング事業で国内首位、世界3位。ベアリング以外の製品ではボールねじ世界首位、リニアガイド世界3位、自動車用電動パワーステアリング世界2位等の市場占有率を有する。
トライボロジー技術では世界屈指の技術力を持ち、世界初の無段変速機「ハーフトロイダルCVT」を生み出し、実用化に成功したが、今はどのメーカーにも採用されておらず、事業も撤退している。
日本の産業発展、特に機械工業の発展に不可欠であるベアリングの国産化を目的として、保善社・深川製釘所（後に安田商事に併合。現・安田工業。）の技師長だった山口武彦が、高橋是清や安田家の支援で1914年2月に設立した日本精工合資会社を前身とする。この頃に山口武彦が透察していた「将来の日本の機械工業のあるべき姿」は、深川製釘所の技師長になる前の1895年3月～1897年3月の二年にわたる欧米視察において、見聞・学習した欧米諸国の先進工業技術から得たものであった。
1970年代のオーストラリア、ブラジル、アメリカ合衆国、イギリス進出を皮切りに世界各地に生産や販売拠点を展開している。イギリス最大手のUPI社、ポーランドの国営企業イスクラ社の買収、世界各国のベアリングメーカーとの合弁活動など、経営学の世界では日本企業の世界展開の事例として挙げられることがある。
2006年、2008年と世界経済フォーラムの年次総会（ダボス会議）で発表された「世界の持続可能な企業トップ100」（Global 100 Most Sustainable Companies）に、数少ない日本企業として選出された実績を持つ（機械セクターでは、日本企業では唯一の選出）。

## 沿革

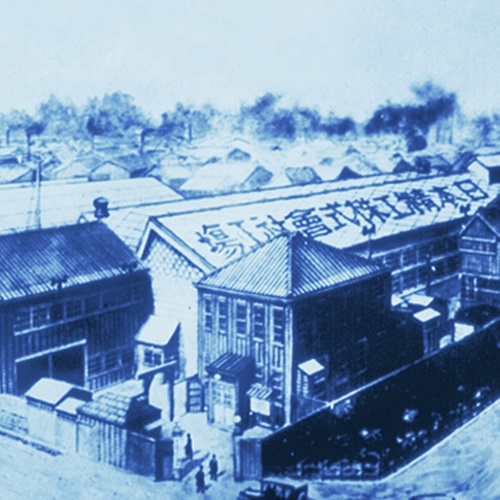
1916年頃の本社工場

- 1914年（大正3年）2月 - 東京府東京市京橋区南伝馬町3丁目（現在の東京都中央区京橋）に日本精工合資会社設立。同時期、本社工場を東京府荏原郡大崎町字居木橋410番地[4]（現在の東京都品川区大崎）に建設。
- 1915年（大正4年） - ベアリングの開発に成功（日本初）。
- 1916年（大正5年）
  - 8月 - ベアリングの量産開始（日本初）。
  - 11月 - 日本精工合資会社の土地・建物、機械設備、半製品などの資産および営業権を譲り受け、資本金350千円で東京府東京市麹町区有楽町1丁目1番地（現在の東京都千代田区丸の内3丁目10番）に日本精工株式会社を設立。
- 1917年（大正6年）- 本社を本社工場所在地に移転[4]
- 1935年（昭和10年）3月 - 東京都大田区に多摩川工場を新設。玉軸受工場として操業を開始。
- 1937年（昭和12年）11月 - 神奈川県藤沢市に藤沢工場を新設。

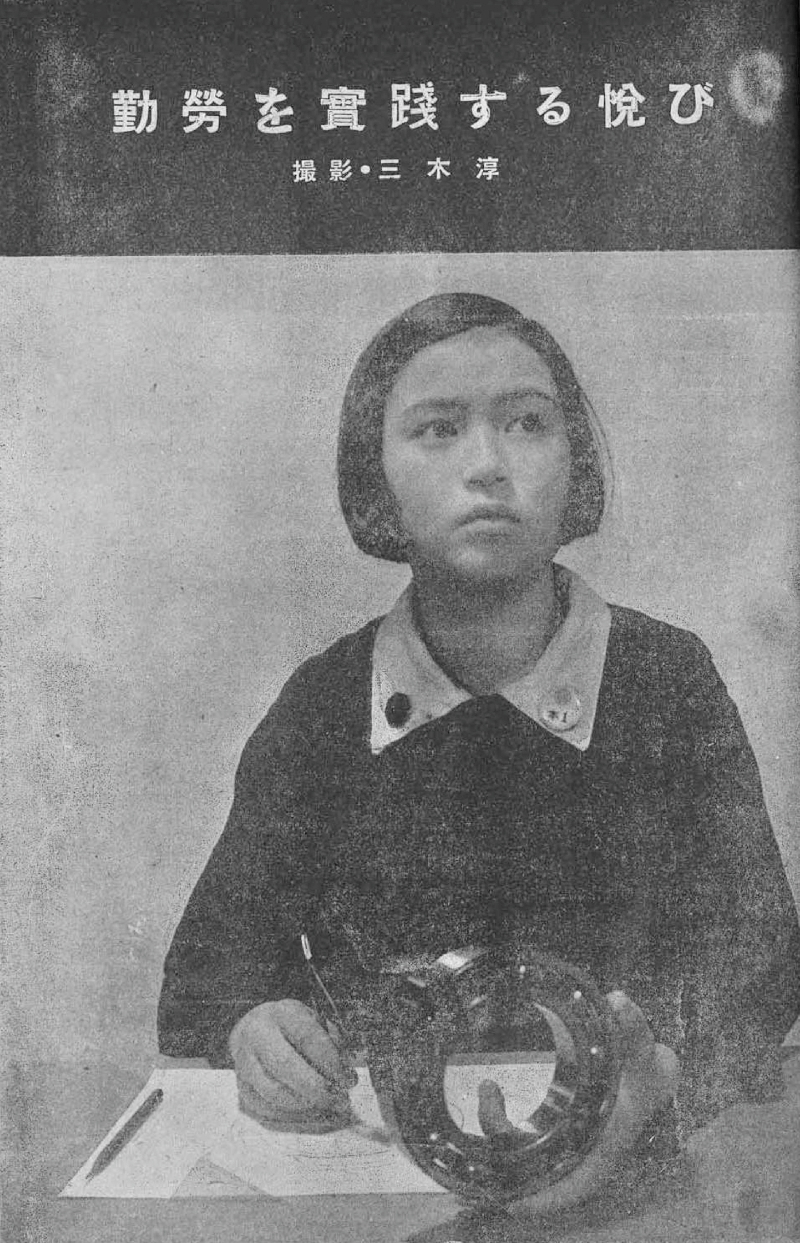
日本精工の工場に住み込みで働く女性 (『婦人画報』1943年2月号 三木淳撮影)

- 1953年（昭和28年）11月 - 滋賀県大津市に西日本精工株式会社を設立。
- 1960年（昭和35年）6月 - 群馬県前橋市に北日本精工株式会社を設立し、自動車用ステアリング専門工場として操業を開始。
- 1962年（昭和37年）12月 - 米国・ニュージャージー州にジャムコ・コーポレーションを設立。
- 1963年（昭和38年）
  - 1月 - 群馬県高崎市に米国トリントン、東京ベアリング株式会社と合弁でエヌエスケー・トリントン株式会社を設立。
  - 10月 - 西ドイツ・デュッセルドルフにドイツNSKを設立。
- 1964年（昭和39年）8月 - 米国・ボルグワーナー社と合弁でエヌエスケー・ワーナー株式会社を設立。
- 1966年（昭和41年）
  - 大崎工場の生産設備を藤沢、多摩川工場に移管、大崎工場での生産を終了[4]
  - 5月 - 西日本精工株式会社を吸収合併し大津工場とする。
- 1967年（昭和42年）11月 - 北日本精工株式会社を吸収合併し前橋工場とする。
- 1969年（昭和44年）
  - 3月 - 株式会社天辻鋼球製作所と合弁で新日本鋼球株式会社を設立。
  - 9月 - 大津工場の分工場を分離し、石部工場とする。
- 1970年（昭和45年）
  - 旧大崎工場にNSKの生産設備機械開発設計部門が移転[4]
  - 12月 - ブラジル・サンパウロに生産販売法人ブラジルNSKを設立。
- 1973年（昭和48年）3月 - 米国・ミシガン州フーバー・ボールアンドベアリングと合弁でフーバーNSKベアリングを設立。
- 1974年（昭和49年）4月 - 英国・ロンドンにNSKベアリングス・ヨーロッパを設立。
- 1975年（昭和50年）
  - 6月 - 埼玉県羽生市に埼玉工場を新設、ころ軸受工場として操業を開始。
  - 11月 - シンガポールにSMメカニカルと合弁でNSKシンガポールを設立。
- 1977年（昭和52年）2月 - カナダ・トロントにNSKカナダを設立。
- 1978年（昭和53年）設備開発部、旧大崎工場から藤沢へ移動[4]
- 1984年（昭和59年）8月 - 福島県東白川郡棚倉町に福島工場を新設、小径軸受工場として操業を開始。
- 1985年（昭和60年）5月 - フーバーNSKベアリングとNSKコーポレーション（旧社名ジャムコ・コーポレーション）を合併しNSKコーポレーションとする。
- 1987年（昭和62年）
  - 7月 - 米国・アイオワ州に株式会社天辻鋼球製作所と合弁でNSK-AKSプレシジョンボールを設立。
  - 8月 - タイ・バンコクにサイアムモータース社と合弁でNSKベアリングス・タイランドを設立。
  - 9月 - 大韓民国・昌原に丸紅株式会社・韓国綜合機械株式会社と合弁で韓国精密株式会社を設立。
- 1988年（昭和63年）
  - 1月 - エヌエスケー・ワーナー株式会社よりシートベルト部門を譲り受け桐原工場として発足。
  - 4月 - 基礎技術の研究に助成する「NSKメカトロニクス技術高度化財団」を設立[5]。
- 1988年（昭和63年）5月 - 米国・バーモント州に米国トリントンと合弁でナステックを設立。
- 1989年（平成元年）
  - 2月 - 英国・ダーラム州に株式会社天辻鋼球製作所と合弁でNSK-AKSプレシジョンボールヨーロッパを設立。
  - 9月 - 米国・ミシガン州にスウェーデンのオートリブ社と合弁でNSK-Autolivを設立。
  - 10月 - 台湾・台北に永和順股分有限公司と合弁で台湾安士克を設立。
- 1990年（平成2年）
  - 3月 - 英国・ノッティンガム州のUPIの全株式を取得。
  - 4月 - メキシコ・メキシコシティにNSKメキシコを設立。
  - 11月 - オランダ・アムステルダムに金融子会社を設立。
- 1992年（平成4年）12月 - スペイン・バルセロナにペルマリンと合弁でNSKイベリカを設立。
- 1993年（平成5年）7月 - マレーシア・クアラルンプールにSMメカニカルと合弁でNSKベアリングスマレーシアを設立。
- 1994年（平成6年）4月 - インドネシア・ベカシ県にNSKベアリングス・マニュファクチュアリング・インドネシアを設立。
- 1995年（平成7年）
  - 4月 - 英国・ウェスト・ミッドランズ州にNSKベアリングス・ヨーロッパと英国トリントンの合弁でナステック・ヨーロッパを設立。
  - 7月 - 中国・江蘇省に貴州虹山軸承公司・ニチメン株式会社と合弁で崑山エヌエスケー虹山社を設立。
  - 11月 - タイ・バンコクにサイアムモータース社と合弁でサイアム・ナステック社を設立。
- 1997年（平成9年）
  - 4月 - 東京都品川区にゼネラルモーターズ社との合弁で、デルファイ・サギノー・エヌエスケー株式会社を設立。
  - 6月 - インド・マドラス郊外に米国のトリントン社、インドのラニー・マドラス社と合弁でラニー・ナステック社を設立。
  - 9月 - 中国・貴州省安順市に貴州虹山軸承総公司と合弁で貴州虹山エヌエスケー軸受社を設立。
  - 12月 - ブラジル・スザノにゼネラルモーターズ社との合弁でデルコ・シャシー・エヌエスケー・ブラジル社を設立。
- 1998年（平成10年）1月 - ポーランドの国有企業FLTイスクラの株式の70%を英国の欧州総括子会社（NSK-RHP EUROPE LIMITED）を通じ取得。
- 1999年（平成11年）海外移転のため多摩川工場を閉鎖[6]
- 2001年（平成13年）
  - 4月 - 電動パワーステアリング事業をエヌエスケー・ステアリングシステムズ株式会社として分社。
  - 5月 - デルファイ・サギノー・エヌエスケーでゼネラルモーターズ社との合弁を解消。福島工場をエヌエスケー福島株式会社として分社。
- 2002年（平成14年）
  - 4月 - 神奈川県藤沢市に藤沢技術開発センターが完成。
  - 9月 - 中国・蘇州にティムケン社と合弁で、鉄姆肯-恩斯克軸承（蘇州）有限公司を設立。中国・東莞市に東莞恩斯克転向器有限公司を設立。
  - 10月 - 精機製品事業をエヌエスケー・プレシジョン株式会社として分社。ステアリングコラム・ジョイント事業をエヌエスケー・ステアリングシステムズ株式会社に統合。
  - 11月 - 中国・張家港市に張家港恩斯克精密機械有限公司を設立。
- 2003年（平成15年）
  - 1月 - 米国の現地法人 NASTECH Inc.の社名を NSK Steering Systems America, Inc. に変更。
  - 2月 - 中国・上海市に恩斯克投資有限公司を設立。
  - 7月 - NSKトリントン株式会社を100%子会社化し、社名をNSKニードルベアリング株式会社に変更。
  - 12月 - 中国・崑山市にNSK中国技術センターを開所。
- 2004年（平成16年）
  - 4月 - 指名委員会等設置会社へ移行。中国・江蘇省に常熟恩斯克軸承有限公司を設立。
  - 7月 - タイにNSKアジアパシフィック・テクノロジーセンター社を設立。
- 2005年（平成17年）9月 - 恩斯克（中国）銷售有限公司（NSK China Sales Co., Ltd. ）を設立。NSKステアリングシステムズ・ヨーロッパ（ポーランド）社、生産を開始。
- 2006年（平成18年）
  - 3月 - 天辻鋼球製作所を完全子会社化。
  - 10月 - NSK販売よりNSKプレシジョンへ精機・産業機械用軸受の販売業務の一部移管。
- 2007年（平成19年）4月 - NSKステアリングシステムズ・アメリカ社が、米国・テネシー州に新工場を設立。
- 2008年（平成20年）
  - 2月 - 神奈川県藤沢市に産業機械用軸受を製造する藤沢工場桐原棟を竣工。
  - 2月 - インド・チェンナイに ABC Bearings 社との合弁で NSK-ABC ベアリングス社を設立、同市内の軸受工場の操業開始。
- 2009年（平成21年）8月 - 100％子会社であるNSK販売を吸収合併。
- 2010年（平成22年）
  - 7月 - 100％子会社であるNSK福島を吸収合併。
  - 9月 - 東芝との合弁で、株式会社ADTechを設立。
- 2011年（平成23年）7月 - 中国安徽省合肥に、合肥恩斯克有限公司を設立。システム製品事業部をNSKテクノロジー株式会社として分社化。
- 2012年（平成24年）
  - 1月 - インド・チェンナイの軸受製造会社、NSK-ABCベアリング社に増資し、当社の特定子会社化。
  - 7月 - 100％子会社であるNSKプレシジョンを吸収合併。
- 2013年（平成25年）4月 - メキシコ・グアナフアト州にNSKベアリング・マニュファクチュアリング・メキシコ社を設立。
- 2015年（平成27年）6月 - NSKテクノロジー株式会社の株式を株式会社ブイ・テクノロジーに譲渡。内山俊弘 第10代社長就任。

- 2016年（平成28年）

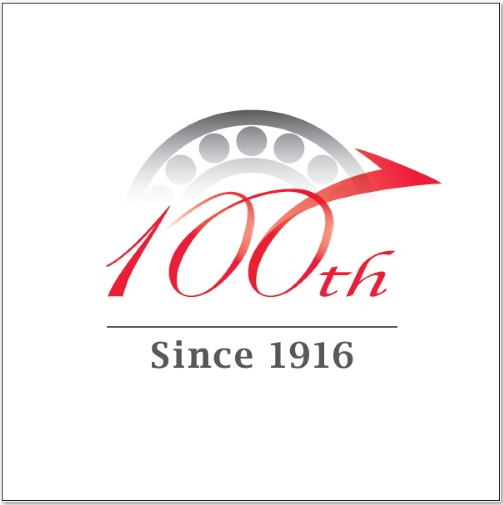
創立100周年記念ロゴマーク

  - 7月 - NSKニードルベアリングを吸収合併。
  - 11月 - 創立100周年記念式典を開催。
  - 12月 - 次世代パーソナルモビリティメーカー、WHILL社に出資。
- 2017年（平成29年）
  - 1月 - 女性活躍推進法に基づく優良企業認定「えるぼし」の最高位、次世代認定マーク「くるみん」を取得。
  - 2月 - 韓国・天安市に天安工場（NSK韓国社・天安工場）を設立。
  - 4月 - 一般財団法人「NSK奨学財団（NSK Scholarship Foundation）」を設立。
  - 10月 - イスラエルのホイールメーカー　SoftWheel社に出資。
- 2018年（平成30年）2月 - 「健康経営優良法人2018～ホワイト500～」に日本精工、NSKステアリングシステムズが認定。
- 2019年（平成31年・令和元年）
  - 3月 - NSKオーバーシーズ・ホールディングス株式会社を吸収合併。
  - 5月 - フォルクスワーゲン社とステアリング事業について協業を開始。
- 2020年（令和2年）
  - 12月 - 英国のSpectris Plc.社より、Brüel & Kjær Vibroのコンディション・モニタリング・システム事業を買収。

## 事業所
- 本社
- 藤沢工場（産業機械軸受の製造）
- 大津工場（産業機械軸受・自動車関連軸受の製造）
- 石部工場（自動車関連軸受の製造）
- 埼玉工場（自動車関連軸受・自動車関連部品の製造）
- 福島工場（産業機械軸受の製造）
- 埼玉精機プラント（精機製品の製造）
- 桐原精機プラント（精機製品の製造）
- 高崎工場（自動車関連軸受の製造）
- 榛名工場（自動車関連軸受の製造）

## グループ会社

### 日本
- NSKステアリングシステムズ（ステアリング(自動車部品)の製造）
- NSKマイクロプレシジョン（産業機械軸受の製造・販売）
- 天辻鋼球製作所（鋼球の製造・販売）
- AKS東日本（鋼球の製造）
- 日本精工九州（精機製品の製造）
- 旭精機（軸受部品・自動車部品の製造）
- 信和精工（軸受部品の加工）
- NSK富山（産業機械軸受の製造）
- NSKマシナリー（各種工作機械の製造・販売）
- 栗林製作所（自動車軸受の部品製造・販売）
- NSK土地建物（不動産所有・賃貸管理・運営仲介等）
- 日精ビル管理（管理不動産の管理）
- NSK人事サービス（人事サービスおよびコンサルタント業務）
- NSKロジスティックス（軸受・自動車部品・精機製品の物流・機械部品製造の請負）
- NSKネットアンドシステム（コンピュータシステムコンサルティング）
- 中外商事（保険代理業、機械部品等の販売）
- ADTech（自動車部品の研究開発）
- NSKワーナー（自動車部品の製造）
- 千歳産業（軸受部品・自動車部品の製造）
- 井上軸受工業（軸受等の機械部品の製造・販売）
- NSKフレンドリーサービス（特例子会社）

### 米州
- アメリカ

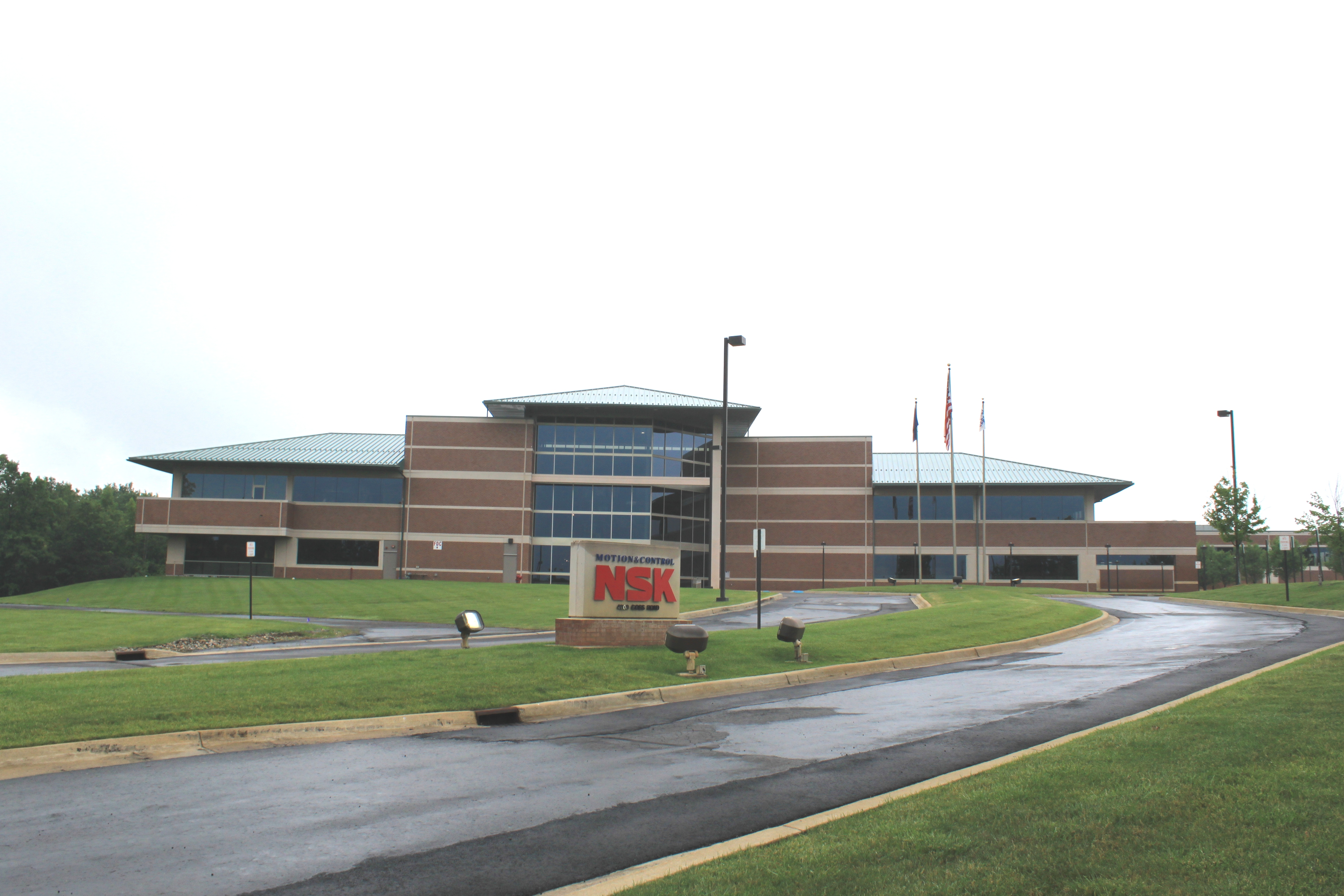
NSKコーポレーション社（ミシガン州アンアーバーチャータータウンシップ）

  - NSKアメリカズ社（米州関係会社の統括）
  - NSKコーポレーション社（軸受の製造、軸受・自動車部品・精機製品の販売）
  - NSKプレシジョン・アメリカ社（精機製品の製造・販売）
  - NSKラテンアメリカ社（軸受・自動車部品・精機製品の販売）
  - NSKステアリングシステムズ・アメリカ社（自動車部品の製造・販売）
  - NSK-AKSプレシジョンボール社（鋼球の製造・販売）
  - NSKワーナーUSA社（自動車部品の販売・技術サービス）
- カナダ
  - NSKカナダ社（軸受・自動車部品・精機製品の販売）
- メキシコ
  - NSKベアリング・メキシコ社（軸受・自動車部品・精機製品の販売）
- ブラジル
  - NSKブラジル社（軸受の製造・軸受、精機製品の販売）
- アルゼンチン
  - NSKアルゼンチン社（軸受・自動車部品・精機製品の販売）
- ペルー
  - NSKペルー社（産業機械軸受等の販売支援）

### 欧州
- イギリス
  - NSKヨーロッパ社（欧州関係会社の統括）
  - NSK UK社（軸受・自動車部品・精機製品の販売）
  - NSKベアリング・ヨーロッパ社（軸受の製造・販売）
  - NSKステアリングシステムズ・ヨーロッパ社（自動車部品の製造・販売）
  - NSKプレシジョンUK社（精機製品の製造）
  - AKSプレシジョンボール・ヨーロッパ社（鋼球の製造・販売）

- ドイツ

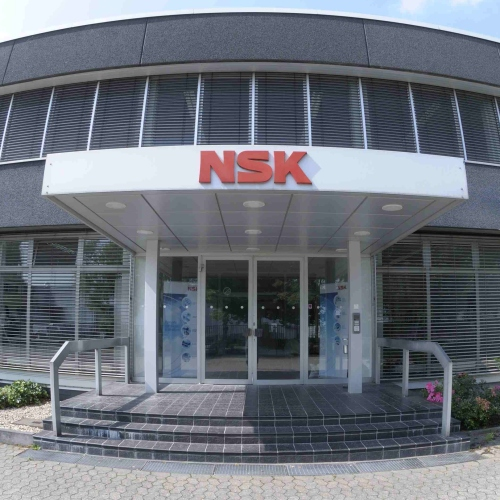
NSKドイツ社（ノルトライン＝ヴェストファーレン州ラーティンゲン）

  - NSKヨーロッパ・ホールディング社（ドイツ子会社の持株会社）
  - NSKドイツ社（軸受の販売）
  - NSKプレシジョン・ヨーロッパ社（精機製品の販売）
  - ノイベック社（軸受の製造）
- フランス
  - NSKフランス社（軸受・精機製品の販売）
- イタリア
  - NSKイタリア社（軸受・精機製品の販売）
- スペイン
  - NSKスペイン社（軸受・精機製品の販売）
- オランダ
  - NSKヨーロピアン・ディストリビューションセンター社（軸受・自動車部品の物流管理）

- ポーランド

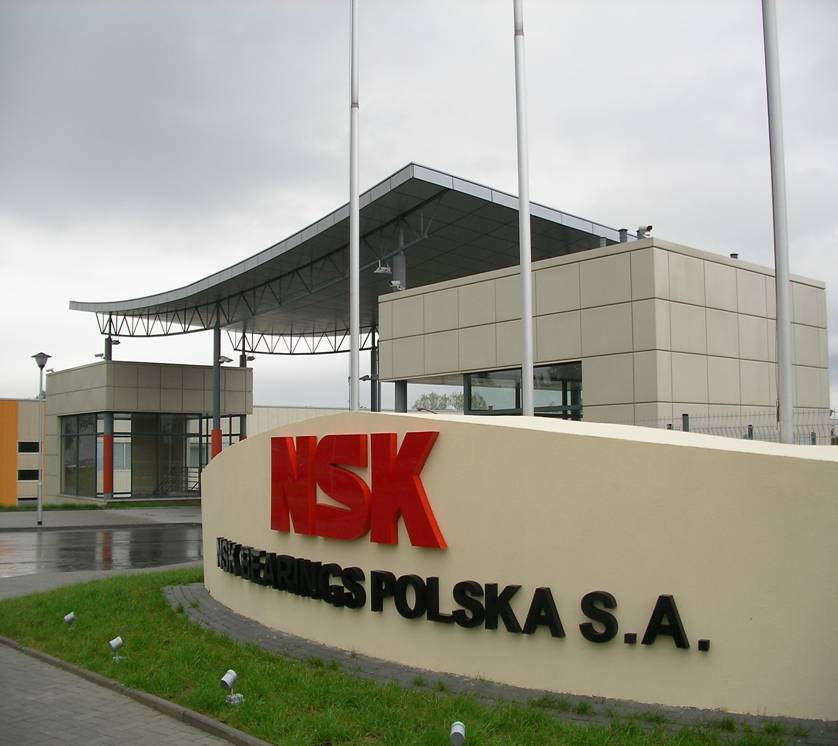
NSKベアリング・ポーランド社（シフィェンティクシシュ県キェルツェ）

  - NSKベアリング・ポーランド社（軸受の製造・販売）
  - NSKポーランド社（NSKイスクラ社のノンコア事業の統括）
  - NSKニードルベアリング・ポーランド社（軸受の製造・販売）
  - NSKステアリングシステムズ・ヨーロッパポーランド社（自動車部品の製造）
  - AKSプレシジョンボール・ポーランド社（鋼球の製造・販売）
- トルコ
  - NSKベアリング・ミドルイースト・トレーディング社（軸受・精機製品の販売）
- 南アフリカ
  - NSK南アフリカ社（軸受・精機製品の販売）

### アジア
- シンガポール
  - NSKインターナショナル社（軸受の販売）
  - NSKシンガポール社（軸受・自動車部品・精機製品の販売）
- インドネシア
  - NSKベアリング・インドネシア社（軸受の製造・販売）
  - NSKインドネシア社（軸受・自動車部品の販売）
  - AKSプレシジョンボール・インドネシア社（鋼球の製造）
- タイ
  - NSKベアリング（タイ）社（軸受・自動車部品・精機製品の販売）
  - NSKベアリング・マニュファクチュアリング（軸受の製造・販売）
  - サイアムNSKステアリングシステムズ社（自動車部品の製造・販売）
  - NSKアジアパシフィック・テクノロジーセンター（軸受の技術サポート・開発）
- マレーシア
  - NSKベアリング（マレーシア）社（軸受・自動車部品・精機製品の販売）
  - NSKマイクロプレシジョン（M）社（軸受の製造）
  - ISCマイクロプレシジョン社（軸受の製造）
- 中国
  - 恩斯克投資有限公司（中国関係会社の統括、軸受の販売）
  - 恩斯克（上海）国際貿易有限公司（軸受・自動車部品・精機製品の販売）
  - 恩斯克（中国）研究開発有限公司（産業機械軸受等の研究開発）
  - 恩斯克（中国）銷售有限公司（軸受の販売）
  - 崑山恩斯克有限公司（軸受の製造）
  - 常熟恩斯克軸承有限公司（軸受の製造）
  - 蘇州恩斯克軸承有限公司（軸受の製造）
  - 東莞恩斯克転向器有限公司（自動車部品の製造）
  - 張家港恩斯克精密機械有限公司（軸受前工程部品の製造）
  - 恩斯克八木精密鍛造（張家港）有限公司（自動車軸受等の部品の製造）
  - 恩斯克華納変速器零部件（上海）有限公司（自動車部品の製造）
  - 愛克斯精密鋼球（杭州）有限公司（鋼球の製造・販売）
  - 杭州恩斯克万達電動転向系統有限公司（自動車部品の製造）
  - 瀋陽恩斯克精密機器有限公司（精密機器関連部品の製造）
  - 瀋陽恩斯克有限公司（産業機械軸受の製造）
  - 合肥恩斯克有限公司（自動車軸受等の製造）
- 香港
  - 日本精工（香港）有限公司（軸受・自動車部品・精機製品の販売）
- 台湾
  - NSK台湾社（精密機器関連製品の製造・販売）
- 韓国
  - NSK韓国社（産業機械軸受等の製造・販売）
  - NSKニードルベアリング韓国社（自動車軸受の製造）
- ベトナム
  - NSKベトナム社（産業機械軸受等の製造・販売）
- インド
  - NSK-ABCベアリング社（自動車軸受の製造・販売）
  - NSKインド・セールス社（産業機械軸受等の販売）
  - ラネーNSKステアリングシステムズ社（自動車部品の製造・販売）

### オセアニア
- オーストラリア
  - NSKオーストラリア社（軸受・自動車部品・精機製品の販売）
- ニュージーランド
  - NSKニュージーランド社（軸受・自動車部品・精機製品の販売）

## 株式業界での符丁
他の「日本セイコウ」という会社名（日本製鋼所、日本精鉱）との混同を防ぐため、日本精工株は株式市場関係者によって「コメ工」と呼ばれることがある。これは、「精工」の「精」の字の「こめへん」に由来している。

## 上場している会社取り扱い代理店
- 杉本商事 [7]
- 内外テック[7]

## 不祥事
ベアリングの販売を巡る大手メーカー4社の価格カルテル事件で、東京地方裁判所は2013年2月25日、私的独占の禁止及び公正取引の確保に関する法律（独占禁止法）違反（不当な取引制限）の罪で日本精工の元幹部3人に執行猶予付きの懲役刑、法人としての日本精工に罰金3億8千万円の有罪判決を言い渡した。公正取引委員会は2013年3月29日、独占禁止法違反で日本精工ら3社に排除措置命令を出し、計133億6587万円の課徴金納付を命じた。